# Tony Taylor (koszykarz)
Tony Taylor (ur. 9 sierpnia 1990 w Sleepy Hollow) – amerykański koszykarz, obrońca, aktualnie zawodnik Jenisiej Krasnojarsk.
Po ukończeniu uczelni w 2012 roku przystąpił do draftu NBA. Nie został wybrany przez żadną z drużyn.
W 2014 roku występował w ligach letnich NBA (Orlando, Las Vegas), reprezentując barwy Miami Heat oraz Oklahoma City Thunder.

## Osiągnięcia
NCAA
- Wybrany do składu Atlantic 10 All-Conference Second Team (2011)[1]
- MVP turnieju CBE Classic Bowling Green Subregional  (2012)[1]
- Zaliczony do składu CBE Classic Bowling Green Subregional Team (2012)[1]

Pro
- Mistrz Polski (2014)[2]
- Zdobywca Superpucharu Polski (2014)[3]
- Finalista Pucharu Polski (2014)[4]
- Zaliczony do składu D-League All-Rookie 3rd Team (2013)[5]
- Uczestnik rozgrywek Zjednoczonej Ligi VTB (2013/14)[2]
- Uczestnik rozgrywek Euroligi (2014/15)